# الأغنام في مصر
أولا:- سلالات الوجه القبلي
1) الأوسيمي:-
وهي تنسب إلى أوسيم في محافظة الجيزة وهي منتشرة في القطر المصري بأكمله وذلك لشهرتها بجودة اللحم والصوف وقوة احتمالها .
الأغنام الأوسيمي متوسطة الحجم ، بيضاء اللون في جميع أجزاء الجسم إلا الرأس في الوجه فهي حمراء داكنة، وصوف أغنام الأوسيمي مطلو نظرا لطوله ولمعته وبياض لونه ويصل الوزن الحي للكبش بعد 6 سنوات إلى 45 كجم ونسبة الصافي من اللحم تبلغ 62% ولذا فهو يزاحم النوع الفلاحي.
2) الصعيدي:-
يوجد هذا النوع من الأغنام في أسيوط والمناطق المحيطة بها وأهم ما يميزها عدم وجود القرون في كل من الذكور والإناث وألوانها خليط من الأحمر والأسود ويستعمل صوف هذه السلالة في صنع الأكلمة.
3) العبيدي:-
نشأ أصلا في قرية بني عبيد في محافظة المنيا ويزن الكبش حوالي 48 كجم لذلك تمتاز الأغنام العبيدية بكثرة ما بها من شحم، وللكباش منها قرون طويلة وإن وجدت في الإناث فهي صغيرة مدببة .
4)الصنياوي:-
ويوجد في قرية صنبو بمحافظة أسيوط وهي تمثل الأغنام الصعيدية في الحجم وليست لهذه الأغنام صفات مميزة فألوانها قد تكون بيضاء أو حمراء أو سوداء.
ثانيا:- أغنام الوجه البحري
1) الأغنام الفلاحي:-
ويوجد هذا النوع في محافظة المنوفية والقليوبية والدقهلية والغربية وهي مشهورة بجودة اللحم ولذة الطعم كما أن صوفها لامع جميل المنظر وتكون الإناث عالية الإنتاج فهي تلد مرتين في العام وفي كل مرة تعطي توءمين أو أكثر و الكبش الناتج منها يكون صغير حيث يزن الكبش الحي عند بلوغه السنة حوالي 36 كجم، وهي تكون بنية اللون في جميع أجزاء الجسم حتى الرأس والنادر منها أسود اللون وتوجد قرون صغيرة مقوسة للذكور ونادر ما يوجد للإناث قرون.
2) الرحماني:-
وهي في محافظة البحيرة حيث نشأت في قرية الرحمانية وهي أكبر الأغنام المصرية حجما حيث يبلغ وزن الكبش الحي 58 كجم، ولون صوفها بني، وقد يوجد في الرأس علامة بيضاء والقرون في الكباش كبيرة منحنية ويختفي صوان الأذن في بعض الأفراد ، وصوف هذه السلالة جيد يتغير إلى البياض كلما تقدم الحيوان في السن وتلد الإناث عادة مرة واحدة في السنة.
3) الأغنام الدرناوي أو البرقي:-
وهذه الأغنام صغيرة الحجم ويصل وزنها إلى 28 كجم على الأكثر وهي ترعى الكلأ الأخضر على طول الساحل في الصحراء الغربية ولون الصوف أبيض اللون على الجسم أما الرأس فلونه أسود أو أبيض وللذكور قرون وتختفي عند الإناث وصوف ولحوم هذه الأغنام ليست في مستوى الأغنام المصرية لفقره في المراعي .
4) أغنام المارينو:-
وهي سلالة يمكنها التأقلم في جميع بقاع الأرض فهي أصلا أغنام مهاجرة كانت كثيرة الارتحال وراء الكلأ والأخضر.
5) الساوث داون.
6) الهامبشير.